# Ornella Ferrara
Ornella Ferrara (ur. 17 kwietnia 1968 w Limbiate) – włoska lekkoatletka specjalizująca się w biegach długodystansowych, przede wszystkim w biegach maratońskich, dwukrotna uczestniczka letnich igrzysk olimpijskich (Atlanta 1996, Sydney 2000). Sukcesy odnosiła również w biegach górskich.

## Sukcesy sportowe
- mistrzyni Włoch w biegu maratońskim – 2004[1]
- zwyciężczyni biegów maratońskich m.in. w Wenecji (1994), Ferrarze (1995), Marrakeszu (1995), Carpi (1997),  Rzymie (2004), Genui (2004), Brescii (2008) oraz Neapolu (2012)

| Rok  | Miasto   | Zawody                                | Konkurencja     | Wynik         |
| ---- | -------- | ------------------------------------- | --------------- | ------------- |
| 1994 | Helsinki | Mistrzostwa Europy                    | bieg maratoński | 4. miejsce    |
| 1995 | Göteborg | Mistrzostwa świata                    | bieg maratoński | brązowy medal |
| 1996 | Atlanta  | Igrzyska olimpijskie                  | bieg maratoński | 13. miejsce   |
| 1997 | Ateny    | Mistrzostwa świata                    | bieg maratoński | 5. miejsce    |
| 2000 | Sydney   | Igrzyska olimpijskie                  | bieg maratoński | 18. miejsce   |
| 2011 | Bursa    | Mistrzostwa Europy w biegach górskich | bieg drużynowy  | złoty medal   |
| 2011 | Tirana   | Mistrzostwa świata w biegach górskich | bieg drużynowy  | złoty medal   |

## Rekordy życiowe
- półmaraton – 1:11:46 – Turyn 27/02/2000
- bieg maratoński – 2:27:49 – Rzym 28/03/2004